# Algemene Begraafplaats Schoonebeek
Algemene Begraafplaats Schoonebeek is een algemene begraafplaats die ligt aan de Kerkhoflaan in Schoonebeek.
Het geheel is omgeven door een haag met aan de achterzijde een greppel. Er bevindt zich een baarhuisje op het terrein.

## Bijzondere graven
Op deze begraafplaats bevinden zich 24 oorlogsgraven van gesneuvelde militairen uit de Tweede Wereldoorlog. Ook liggen hier twee burgemeesters van Schoonebeek begraven: Obbe Norbruis en W.F.P. Osse.